# Golfo di Temrjuk
Il golfo di Temrjuk (in russo Темрюкский  залив) è un'insenatura situata sulla costa meridionale del mar d'Azov, in Russia. Dal punto di vista amministrativo appartiene ai rajon Temrjukskij e Slavjanskij, nel Territorio di Krasnodar (Circondario federale meridionale). 

## Geografia
Le coste sud e ovest del golfo di Temrjuk si trovano sulla penisola di Taman'. L'insenatura si protende nel continente per 27 km, ha una larghezza di 60 km all'ingresso, e una profondità massima di circa 10 m. Il golfo è delimitato ad ovest da capo Kamennyj (мыс Каменный) e a nord-est da capo Ačuevskij (мыс Ачуевский). Nella parte meridionale c'è l'estuario del fiume Kuban', presso la città di Temrjuk che ha dato il nome all'insenatura. Altri villaggi sulla costa sono: Priazovskij, Kučugury, Peresyp', Golubickaja (Приазовский, Кучугуры, Пересыпь, Голубицкая). Ad ovest e a est del Kuban' si trovano il Kurčanskij e l'Achtanizovskij liman (Курчанский и Ахтанизовский лиманы). Nella parte meridionale del golfo, c'è la piccola isola Pesčanyj (остров Песчаный, 45°23′48″N 37°11′19″E). Il golfo è un importante centro per la pesca. Normalmente, le acque sono gelate nel periodo tra metà gennaio e metà marzo.